# Token (rappeur)
Pour les articles homonymes, voir Token.
Token, de son nom civil Benjamin David Goldberg, né le 24 septembre 1998 à Salem (Massachusetts), est un rappeur et auteur-compositeur américain.

## Biographie
Benjamin David Goldberg a grandi à Marblehead, dans le Massachusetts. Il a commencé à écrire de la poésie à l'âge de 10 ans et a rappé en public pour la première fois alors qu'il n'avait que 13 ans, le 1er juillet 2012. Il commence ensuite à se faire connaître de son public à 14 ans en lançant sa chaîne YouTube en août 2012.
Après deux mixtapes, des dizaines de vidéos sur YouTube et deux albums, il fonde son propre label Never Too Different en 2020. Cela est officialisé avec la sortie de son single 30 People en août de la même année.
En 2021, il signe un contrat de distribution pour son label avec Atlantic Records.
Précédemment annoncé sous le titre Can't Only Be Me, son troisième album studio, Pink Is Better, sort le 14 janvier 2022. Il s'agit du premier album de son label Never Too Different.

## Discographie

### Albums studio
- 2016 : Eraser Shavings
- 2018 : Between Somewhere
- 2022 : Pink Is Better

### Mixtapes
- 2014 : The Mindstate

### Singles
| Titres                       | Année | Album               |
| ---------------------------- | ----- | ------------------- |
| Waist Down                   | 2016  | Eraser Shavings     |
| Happiness                    | 2016  | Eraser Shavings     |
| Mass Reform                  | 2016  | Eraser Shavings     |
| Doozy                        | 2017  | Singles hors albums |
| New Problems                 | 2017  | Singles hors albums |
| Dirty Flesh                  | 2017  | Singles hors albums |
| Patty Cake                   | 2017  | Singles hors albums |
| Little Boy                   | 2017  | Singles hors albums |
| Still Believe in Heroes      | 2018  | Singles hors albums |
| Code Red                     | 2018  | Singles hors albums |
| One Like Equals              | 2018  | Singles hors albums |
| Flamingo                     | 2018  | Between Somewhere   |
| Mom Would Agree              | 2018  | Between Somewhere   |
| Treehouse                    | 2018  | Between Somewhere   |
| Run It Back                  | 2019  | Singles hors albums |
| No Game                      | 2019  | Singles hors albums |
| Curfew                       | 2020  | Singles hors albums |
| 30 People                    | 2020  | Singles hors albums |
| Dentures                     | 2021  | Singles hors albums |
| Chit Chat                    | 2021  | Pink Is Better      |
| Sip                          | 2021  | Pink Is Better      |
| High Heels (avec Rico Nasty) | 2021  | Pink Is Better      |
| IOD (avec Lil Skies)         | 2021  | Pink Is Better      |